# Louis Charles Delescluze
Louis Charles Delescluze (Dreux, 1809. október 20. – Párizs, 1871. május 28.) francia forradalmár, újságíró.

## Élete
Dreux-ben született, majd Párizsban tanult jogot. Már ifjúkorában magáévá tette a demokratikus eszméket és részt vett az 1830-as júliusi forradalomban. Miután politikai okok miatt kénytelen volt Franciaországot elhagyni 1835-ben átvette a Journal de Charleroi belga lap szerkesztését. 1841-ben pedig főszerkesztője lett Valenciennesben az Impartial du Nord című lapnak. Az 1848-as februári forradalom érdekében kifejtett tevékenységét a francia köztársaság azzal jutalmazta meg, hogy Nord és Pas de Calais kerületek főbiztosává nevezte ki, ez állását azonban nemsokára elveszítette. Ekkor alapította a La Révolution démocratique et la Liberté républicaine című lapot, melynek lázító szocialista szellemű cikkei miatt másfél évi börtönre és tízezer frankra ítélték, majd 1849-ben száműzték. 
A büntetés elől Angliába menekült, azonban 1853-ban visszatért Párizsba, ahol ismét titkos politikai összeesküvésbe keveredett. Emiatt négy évi börtönre ítélték, sőt később Francia Guyanába, Cayennebe vitték, ahonnan csak 1859-ben tért vissza. Szenvedéseit a De Paris a Cayenne, journal d'un transporte (1867) című művében írta meg. Visszatérése után egy ideig visszavonultan élt, majd 1868-ban megindította a Réveil-t, amiért sajtóvétség miatt megint elítélték. A császárság bukása után azt remélte, hogy kommunista terveit és óhajait immár megvalósíthatja. De amikor a kormány ellen 1870. október 31-én felkelést tervezett, megint elfogták, néhány nap múlva azonban szabadon bocsátották. A kormány nagylelkűségét azzal hálálta meg, hogy az 1871. január 22-i felkelésben újra részt vett. Február 8-án követnek választották a nemzetgyűlésbe, amikor azonban március 26-án a kommün tagjává választotta, mandátumáról lemondott. Április 4-én belépett a kommün végrehajtó bizottságába, május 9-én megbuktatta a jóléti bizottságot, és ő lett az új bizottság elnöke. Cluseret bukása és Rossel lemondása után még a hadügyi bizottság vezetését is elvállalta. Elnyomta az ellenzéki sajtót, gyakorlatoztatta és fegyelmezte a csapatokat, és mindent megtett Párizs védelmére. 
Amikor felismerte, hogy a kommün bukásra van ítélve, a május 20-i ülésen azt javasolta, hogy a versailles-i kormány csapatainak bevonulása előtt petróleummal gyújtsák fel az összes középületet, a kezeseket pedig lőjék agyon. Amikor május 28-án a felkelők utolsó erődítménye, a Buttes Chaumont is az ellenség kezébe került, Delescluze a rue d'Angoulême-ben torlaszt emeltetett, ahol bátran bevárta az ellenséget és öt golyótól találva, holtan rogyott össze.